# Lista över presidenter för CAF
Följande är en lista över presidenter för Caf, den afrikanska fotbollskonfederationen.

## Presidenter
| Nr  | Bild | Namn                            | Tillträdde       | Lämnade          | Ämbetstid          | Nationalitet   |
| --- | ---- | ------------------------------- | ---------------- | ---------------- | ------------------ | -------------- |
| 1   |      | Abdel Aziz Abdallah Salem       | 10 februari 1957 | 1958             | 1 år               | Egypten        |
| 2   |      | Abdel Aziz Moustafa             | 1958             | 1968†            | 10 år              | Egypten        |
| 3   |      | Abdel Halim Muhammad            | 1968             | 1972             | 4 år               | Sudan          |
| 4   |      | Yidnekatchew Tessema            | 1972             | 19 augusti 1987† | 15 år              | Etiopien       |
| -   |      | Abdel Halim Muhammad Tillfällig | 18 augusti 1987  | 10 mars 1988‡    | 205 dagar          | Sudan          |
| 5   |      | Issa Hayatou                    | 10 mars 1988     | 16 mars 2017     | 29 år och 6 dagar  | Kamerun        |
| 6   |      | Ahmad Ahmad                     | 16 mars 2017     | 23 november 2020 | 3 år och 252 dagar | Madagaskar     |
| –   |      | Constant Omari Tillfällig       | 23 november 2020 | 29 januari 2021  | 67 dagar           | Kongo-Kinshasa |
| (6) |      | Ahmad Ahmad                     | 29 januari 2021  | 12 mars 2021     | 42 dagar           | Madagaskar     |
| 7   |      | Patrice Motsepe                 | 12 mars 2021     | Sittande         | 3 år och 353 dagar | Sydafrika      |

† Indikerar att titeln hederspresident tilldelades när han lämnade sitt uppdrag.
‡ Var president under en övergångsperiod från den 18 augusti 1987 efter Tessemas död på grund av sjukdom i Addis Abeba fram till den 10 mars 1988 då Issa Hayatou valdes till nästa president vid generalförsamlingen som hölls i Casablanca.